# تابع توزع قطري

في الميكانيكا الإحصائية تابع التوزع القطري أو دالة التوزع القطري (أو تابع علاقة الأزواج g(r) في نظام جسيمات (ذرات، جزيئات، غرويات، ...إلخ)، يصف كيفية تغير الكثافة كتابع للمسافة (البعد) عن جسيم مرجعي.
إذا اعتبرنا جسيمًا ما مبدأ الإحداثيات (أو الأصل) O، وإذا كانت {\displaystyle \rho =N/V} الكثافة العددية الوسطية للجسيمات، تكون الكثافة الموضعية المتوسطة زمنيًّا على بعد {\displaystyle r} من O هي {\displaystyle \rho g(r)}. هذا التعريف المبسط يبقى صحيحًا في الأنظمة المتجانسة ومتوحدة الخواص. أما الحالة الأعم فمدروسة أدناه.
بأبسط العبارات يمثل التابع مقياسًا لاحتمال إيجاد جسيم على مسافة {\displaystyle r} من نقطة مرجعية معطاة، بالنسبة لغاز مثالي. تتضمن الخوارزمية العامة تحديد كمية الجسيمات الموجودة ضمن المسافة {\displaystyle r} و{\displaystyle r+dr} من جسيم ما. يمثل هذا الوضع العام على اليمين، حيث الجسيم الأحمر هو الجسيم المرجعي، والجسيمات الزرقاء هي التي تقع مراكزها ضمن الغلاف الدائري، المنقط باللون البرتقالي.
يحدد تابع التوزع القطري عادةً بحساب المسافة بين كل أزواج الجسيمات وتجميعها في حزم على مدرج تكراري. ينظم المدرج التكراري بعدها بالنسبة لغاز مثالي، حيث لا تتعلق المدرجات التكرارية للجسيمات ببعضها أبدًا. يشكل هذا التنظيم الكثافة العددية للنظام {\displaystyle (\rho )} مضروبةً بحجم الغلاف الكروي، الذي يعبر عنه بالرموز على الشكل: {\displaystyle \rho \,4\pi r^{2}dr}.
بأخذ تابع للطاقة الكامنة، يمكن حساب تابع التوزع القطري إما بطرق المحاكاة الحاسوبية كطريقة مونتي كارلو، أو عن طريق معادلة أورنشتاين-زيرنيكيه، باستخدام علاقات الانغلاق التقريبية كعلاقة بيركوس-ييفيك التقريبية أو نظرية السلسلة فائقة التشابك. يمكن أيضًا تحديده تجريبيًّا، عن طريق تقنيات انتشار الإشعاع أو عن طريق التمثيل البصري لجسيمات كبيرة بما يكفي (أبعادها من رتبة الميكرومتر) عن طريق المجاهر التقليدية أو البؤرية.
لتابع التوزع القطري أهمية أساسية لأن من الممكن استخدامه، باستخدام نظرية محاليل كيركوود-باف، لربط التفاصيل المجهرية بالخواص العيانية. أيضًا، بعكس نظرية كيركوود-باف، من الممكن الحصول على التفاصيل المجهرية لتابع التوزع القطري من الخصائص العيانية.

## تعريفه
لنأخذ نظامًا ذا N جسيمًا في حجم V (لكثافة عددية وسطية مقدارها {\displaystyle \rho =N/V}) وعند درجة حرارة T (نعرف أيضًا {\displaystyle \textstyle \beta ={\frac {1}{kT}}}). إحداثيات الجسيم هي {\displaystyle \mathbf {r} _{i}}، حيث i=1,…,N. الطاقة الكامنة بسبب التفاعل بين الجسيمات هي {\displaystyle \textstyle U_{N}(\mathbf {r} _{1}\,\ldots ,\,\mathbf {r} _{N})} ولا ندرس حالة حقل مطبق خارجيًّا.

تؤخذ المتوسطات المناسبة في المجموعة القانونية (N,V,T)، حيث {\displaystyle \textstyle Z_{N}=\int \cdots \int \mathrm {e} ^{-\beta U_{N}}\mathrm {d} \mathbf {r} _{1}\cdots \mathrm {d} \mathbf {r} _{N}} هو التكامل الشكلي (أو الوضعي)، مأخوذًا على كل الترتيبات الممكنة لمواضع الجسيمات. احتمال وضع ابتدائي ما، وليكن إيجاد جسيم 1 في {\displaystyle \textstyle \mathrm {d} \mathbf {r} _{1}}، والجسيم 2 في {\displaystyle \textstyle \mathrm {d} \mathbf {r} _{2}}، ...إلخ. يعطى بالعلاقة:

| {\displaystyle P^{(N)}(\mathbf {r} _{1},\ldots ,\mathbf {r} _{N})\,\mathrm {d} \mathbf {r} _{1}\cdots \mathrm {d} \mathbf {r} _{N}={\frac {\mathrm {e} ^{-\beta U_{N}}}{Z_{N}}}\,\mathrm {d} \mathbf {r} _{1}\cdots \mathrm {d} \mathbf {r} _{N}\,}. | \| \| \| \| \| \| \| \| | (1) |
| |                         |     |
| |                         |     |
العدد الكلي للجسيمات ضخم، بحيث تكون {\displaystyle P^{(N)}} بحد ذاتها غير مفيدة جدًّا. ولكن، يمكن أيضًا الحصول على احتمال وضع ناقص (مختزل)، تكون فيه مواضع n<N فقط هي المثبتة، في {\displaystyle \textstyle \mathbf {r} _{1}\,\ldots ,\,\mathbf {r} _{n}}، دون وجود شروط تحدد بقية الجسيمات البالغ عددها N-n. هنا يجب مكاملة (1) على الإحداثيات الباقية {\displaystyle \mathbf {r} _{n+1}\,\ldots ,\,\mathbf {r} _{N}}:
{\displaystyle P^{(n)}(\mathbf {r} _{1},\ldots ,\mathbf {r} _{n})={\frac {1}{Z_{N}}}\int \cdots \int \mathrm {e} ^{-\beta U_{N}}\,\mathrm {d} \mathbf {r} _{n+1}\cdots \mathrm {d} \mathbf {r} _{N}\,}

بسبب تطابق الجسيمات؛ من الأفضل اعتبار احتمال أن أي n منها (أي من الجسيمات) تحتل المواقع {\displaystyle \textstyle \mathbf {r} _{1}\,\ldots ,\,\mathbf {r} _{n}} في أي تبديلة، وبالتالي يكون تعريف كثافة n-جسيمًا: 

| {\displaystyle \rho ^{(n)}(\mathbf {r} _{1},\ldots ,\mathbf {r} _{n})={\frac {N!}{(N-n)!}}P^{(n)}(\mathbf {r} _{1},\ldots ,\mathbf {r} _{n})\,}. | \| \| \| \| \| \| \| \| | (2) |
| |                         |     |
| |                         |     |
لأجل n=1، تعطي العلاقة (2) كثافة الجسيم-واحد، وهي -في حالة بلورة- تابع دوري ذو ذروة أعظمية حادة عند مواقع الشبكة الجسيمية. لأجل سائل (متجانس)، هذا التابع مستقل عن الموضع {\displaystyle \textstyle \mathbf {r} _{1}} ويساوي الكثافة الإجمالية للنظام:
{\displaystyle {\frac {1}{V}}\int \rho ^{(1)}(\mathbf {r} _{1})\,\mathrm {d} \mathbf {r} _{1}=\rho ^{(1)}={\frac {N}{V}}=\rho \,}

الآن نعرف تابع علاقة مشتركة {\displaystyle g^{(n)}} عن طريق: 

| {\displaystyle \rho ^{(n)}(\mathbf {r} _{1}\,\ldots ,\,\mathbf {r} _{n})=\rho ^{n}g^{(n)}(\mathbf {r} _{1}\,\ldots ,\,\mathbf {r} _{n})\,}. | \| \| \| \| \| \| \| \| | (3) |
| |                         |     |
| |                         |     |
يدعى {\displaystyle g^{(n)}} تابع علاقة مشتركة، بما أنه إذا كانت الذرات مستقلة عن بعضها فإن {\displaystyle \rho ^{(n)}} تساوي ببساطة {\displaystyle \rho ^{n}}، وبالتالي يصح التابع {\displaystyle g^{(n)}} لتحديد العلاقة المشتركة بين الذرات.

من (3) و(2) نستنتج أن: 

| {\displaystyle g^{(n)}(\mathbf {r} _{1}\,\ldots ,\,\mathbf {r} _{n})={\frac {V^{n}N!}{N^{n}(N-n)!}}\cdot {\frac {1}{Z_{N}}}\,\int \cdots \int \mathrm {e} ^{-\beta U_{N}}\,\mathrm {d} \mathbf {r} _{n+1}\cdots \mathrm {d} \mathbf {r} _{N}\,}. | \| \| \| \| \| \| \| \| | (4) |
| |                         |     |
| |                         |     |